# Dreizehn Alte Orte

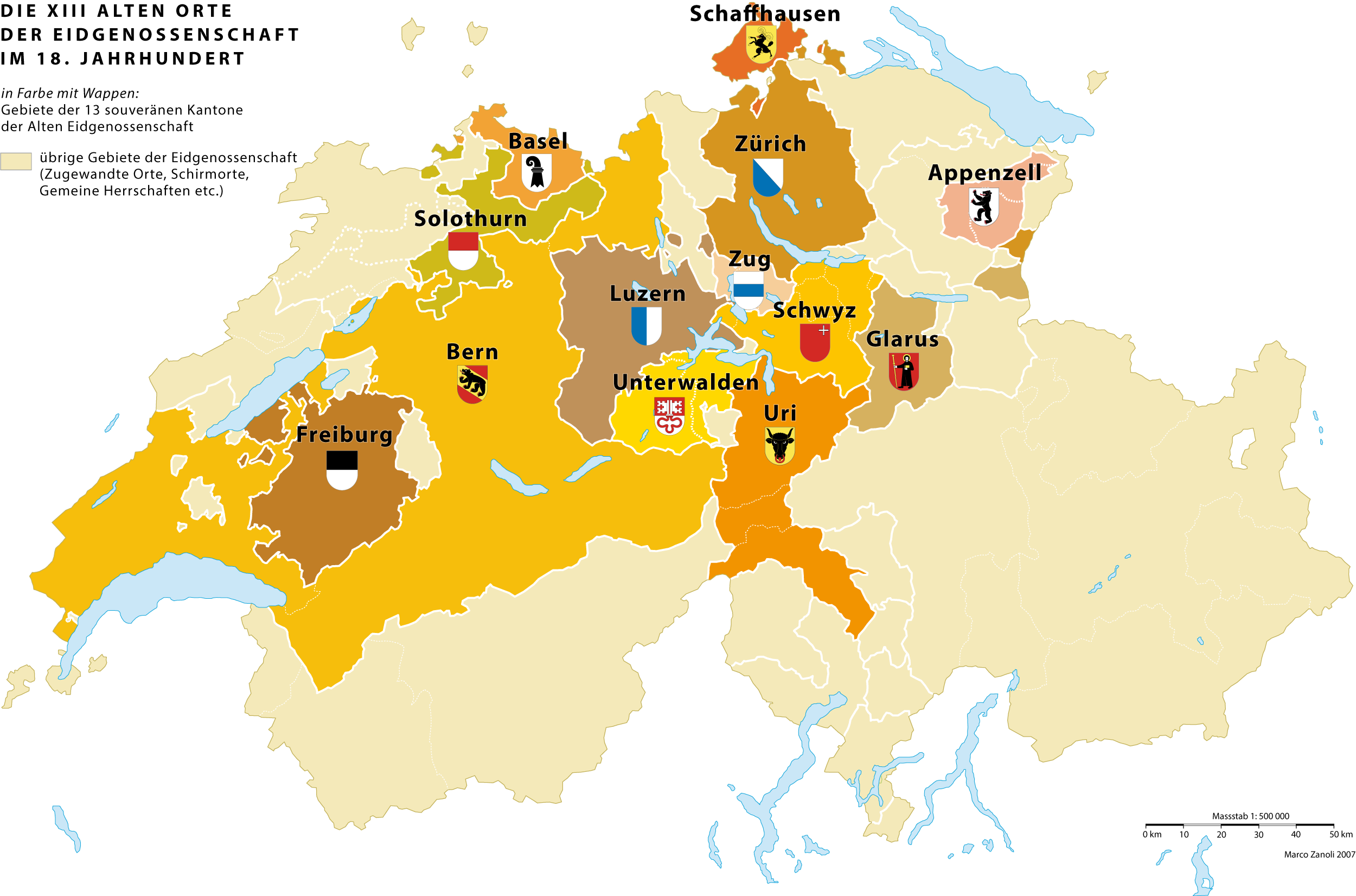
Die Dreizehn Alten Orte und das direkt von ihnen beherrschte Gebiet im 18. Jahrhundert

Schema der Struktur der Alten Eidgenossenschaft im 18. Jahrhundert

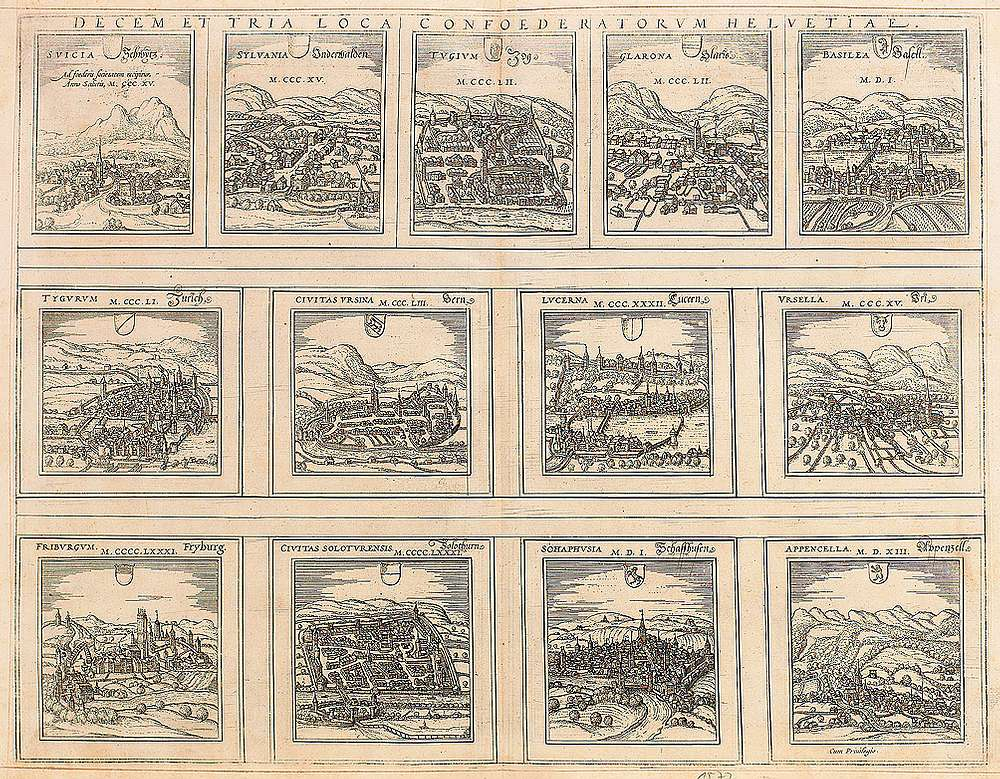
Die Dreizehn Orte der Schweizer Eidgenossenschaft, Stich von 1572

Die Dreizehn Alten Orte waren die Kantone der Schweiz, die von 1513 (Beitritt von Appenzell) bis 1798 (Beginn der Helvetik) die Alte Eidgenossenschaft bildeten.

## Mitgliedskantone des Bündnisses
Die dreizehn Orte waren in Reihenfolge der historischen Zählung (in Klammern die Jahreszahlen der entsprechenden Bündnisse, die drei Vororte sind hervorgehoben):
 Land Uri (1291)
 Land Schwyz (1291)
 Land Unterwalden (Ob- und Nidwalden) (1291)
 Stadt Zürich (1351), erster Vorort
 Stadt Luzern (1332), dritter Vorort
 Stadt und Land Zug (1352)
 Stadt und Republik Bern (1353), zweiter Vorort
 Land Glarus (1352/86)
 Stadt Freiburg (1481), seit 1454 Zugewandter Ort
 Stadt Solothurn (1481), seit 1353 Zugewandter Ort
 Stadt Schaffhausen (1501), seit 1454 Zugewandter Ort
 Stadt Basel (1501)
 Land Appenzell (1513), seit 1411 Zugewandter Ort
Artikel 1 der modernen Bundesverfassung der Schweizerischen Eidgenossenschaft listet die Kantone der Vororte Zürich, Bern und Luzern vor den drei ältesten Uri, Schwyz, Obwalden und Nidwalden und auch die übrigen sieben der dreizehn alten Orte anders als hier.
Nicht mitgezählt wurden die Teile der Eidgenossenschaft, die nicht gleichberechtigt waren:  die Zugewandten Orte, die Untertanengebiete der einzelnen Orte und die Gemeinen Herrschaften.

## Entstehung
Am Ende der Epoche der Acht Alten Orte stand das Stanser Verkommnis, das den Konflikt innerhalb der Eidgenossenschaft regelte, der rund um den Beitritt von Solothurn und Freiburg zwischen den Länderorten und den Städteorten entstanden war. Die darauffolgende Expansion der Eidgenossenschaft führte zu den Dreizehn Alten Orten.